# Țuțora (gmina)
Țuțora – gmina w Rumunii, w okręgu Jassy. Obejmuje miejscowości Chiperești, Oprișeni i Țuțora. W 2011 roku liczyła 2067 mieszkańców.